# Franck Queudrue
Franck Queudrue (født 27. august 1978 i Paris, Frankrig) er en fransk tidligere fodboldspiller (venstre back).
Queudrue startede sin karriere i hjemlandet hos RC Lens, hvor han spillede i perioden 1997-2001. Han tilbragte efterfølgende fem sæsoner hos Middlesbrough i England. Her var han med til at vinde den engelske Liga Cup i 2004, og var også med på holdet der nåede finalen i UEFA Cuppen i 2006, der dog blev tabt 0-4 til spanske Sevilla F.C.
Efter også at have repræsenteret Fulham, Birmingham City og Colchester United i England vendte Queudrue hjem til fransk fodbold i 2010. Han stoppede karrieren i 2013.

## Titler
Football League Cup
- 2004 med Middlesbrough